# Bugs Bunny dans l'arène
Pour plus de détails, voir Fiche technique et Distribution.
Bugs Bunny dans l'arène (Roman Legion-Hare) est un court métrage d'animation de la série américaine Looney Tunes réalisé par Friz Freleng, mettant en scène Bugs Bunny et Sam le pirate.

## Synopsis
Sam, centurion romain, est chargé de trouver une victime pour les lions, sinon l'empereur Néron le jettera lui-même à ces derniers. Bugs est aussitôt pourchassé ; après qu'il s'est débarrassé des légionnaires de Sam, il ouvre la cage d'un lion et Sam se fait attaquer à deux reprises. Les deux personnages traversent une salle pleine de lions endormis, que Bugs réveille grâce à un réveil, avant d'aider les lions à scier les échasses que le centurion utilise pour rejoindre le lapin. Finalement, Bugs se jette lui-même dans l'arène sans le savoir mais par un miracle extraordinaire, ce sont Sam et l'empereur qui sont dévorés.

## Fiche technique
- Gérard Surugue : Bugs Bunny
- Patrick Préjean : Sam le Pirate